# 醫師神社
醫師神社（いしじんじゃ）は鹿児島県霧島市国分敷根にある神社である。地元では「やくっさー」と称されるが、これは「薬師様（やくしさま）」の方言。現在は「医師神社」と表記されることが多い。

## 祭神
少名毘古那神を主祭神に、応神天皇、神功皇后、火産霊神、天御中主大神、豊宇気比売命を配祀する。配祀の神は明治42年（1909年）に合祀されたもの。

## 歴史
明治維新以前は、「門倉薬師」とよばれ薩摩藩の三薬師の一つであったが、神仏判然令による廃仏毀釈の影響で神社とされた。薩摩藩の三薬師とは「門倉薬師」「米山薬師」「高岡法華嶽寺の薬師」。門倉薬師のあった門倉坂は天平13年（741年）大隅国分寺建立の詔以来日州方面への交通の要衝となっていった。『三国名勝図会』には創建年は不明だが漢上明国浙江寧波府定海県の蕫十八官（詳しい名前は不明で薩摩藩に帰化した人物）が建立したがその後傾倒（荒れていた）のを蕫某の子高石孫三郎、邑主が敷根備中守頼兼と志を同じにして天正4年（1577年）12月23日再建した。当初の薬師堂の天井には竜の画があった。そして高さ3尺ほどの伝教大師作の木像が安置され、左右に日光・月光・十二神が安置されていたがいつの頃か盗まれてしまっていたが、天明3年（1783年）10月に日州諸県郡高城邑宮原村仏工が彫刻寄進した、とある。
明治42年に近在の神社を合祀した。

### 逸話
- 豊臣秀吉による文禄元年（1592年）の朝鮮出兵において、島津義弘が従軍する際、その御座舟の木材に用いられたのは門倉薬師周辺の杉材であった。その船の船名を「薬師丸」と名づけたのもこの薬師の名に由来する。この材木を切り出す際に大蛇が出てその木に巻きついたり、様々な生き物が出て様々な不思議なことが起こり、きこり達は恐れて山に入ることが出来なかった。そのことが義弘の耳に入り修験盲僧に祈祷させたところ、たちまちにして鎮まり伐採が進んだ（清水・横山家の文書横山天乗院義高）。

- 慶長4年（1599年）の伊集院忠真が叛乱した庄内地方（現在の宮崎県都城市庄内町を中心としたその周辺）の合戦（庄内の乱）で島津軍が庄内へ出陣の途中に門倉薬師堂に立ち寄り、兵士たちが堂の壁にそれぞれ志・辞世の句を書き残した。そこへ遅れて平田三五郎宗次（容姿秀麗で美少年の名も高く、16歳にして庄内合戦に従軍）と友人の吉田大蔵が通り、2人も堂へ筆を入れた。しかしすでに堂には平田三五郎が筆を入れる隙も無く吉田大蔵に抱えられ、堂の高い所に辞世の句を残した。「書置くも　形見ともなる筆の跡　我は何処の土となるらん（平田）」「命あらば　又も来て見ん門倉の　薬師の堂の軒の下露（吉田）」。かくして伊集院方の城の一つである大隅国財部城攻めへ出発し、同年（1600年）11月28日に激戦奮闘の末、先に吉田大蔵が討ち死にしその遺体を家臣が背負って退く姿を見た平田三五郎は号泣し「我、大蔵と生死を共にすると約束せり」と敵陣に切り込み遂には討ち死にした。かくして薬師堂の壁書きは長く残り、遠方より見に来る人も多く平田三五郎・吉田大蔵の辞世を見、感涙したと云う。しかし、後年薬師堂を管理していた寿永山瑞慶寺が堂の内外壁を黒く塗りつぶし見えなくなり、後に焼失し無くなった。平田三五郎の墓が鹿児島県曽於市財部町北俣の古井荷込坂の上に在って、三五郎塚と云う。

## 合祀神社
明治42年に合祀された神社は以下の通り。
若宮神社
- 祭神 ＝ 応神天皇・神功皇后
- 由緒 ＝ 不詳
- 社殿 ＝ 石祠
- 氏子数 ＝ 380戸

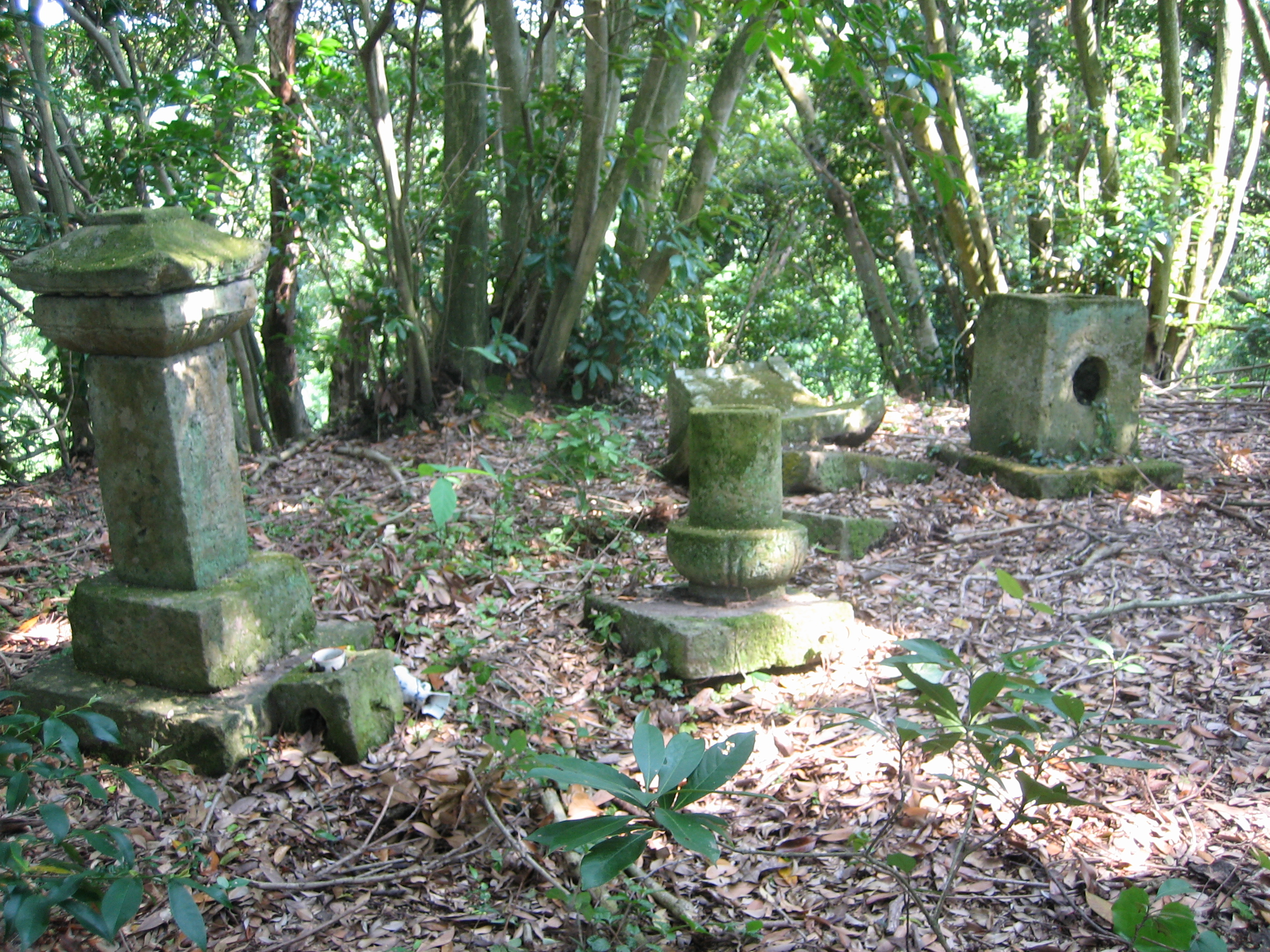
若宮神社跡

- 合祀前の所在地 ＝ 姶良郡敷根村麓字柊木山（長尾城本丸跡）

竈神社
- 祭神 ＝ 火産霊神
- 社殿 ＝ 本殿は石祠。瓦葺屋根の桁行1間3尺梁間1間の舞殿が付属する
- 氏子数 ＝ 330戸
- 合祀前の所在地 ＝ 姶良郡敷根村麓字島ノ前

天御中主神社
- 祭神 ＝ 天御中主大神
- 別名 ＝ ほっしんさー
- 社殿 ＝ 本殿は桁行1間2尺、梁行1間2尺の茅葺。桁行2間3尺梁間1間3尺茅葺の舞殿が付属する
- 氏子数 ＝ 120戸
- 合祀前の所在地 ＝ 姶良郡敷根村麓

宇気母智神社
- 祭神 ＝ 豊宇気比売命
- 別名 ＝ 馬頭観音
- 社殿 ＝ 石祠
- 氏子数 ＝ 380戸
- 合祀前の所在地 ＝ 姶良郡敷根村麓浜町
- 例祭 ＝ 毎年4月に、元の馬耕会の人々が祭しをしている。

堅富神社
- 祭神 ＝ 不詳
- 由緒 ＝ 古来より社の由候、明応六年（1497年）の再興棟札に息長氏 吉田三河守孝 天文二年（1533年）の再興 源氏敷根頼賀（しきねよりいわ）三名御座候当分祭修補等は百姓より相勤め申候 古の神田は宮田は●●●●●と十字の田御座候事 （●は不明の文字）
- 社殿 ＝ 本殿は桁行1間3尺、梁間1間瓦葺。桁行3間梁間2間瓦葺の舞殿付属
- 氏子数 ＝ 253戸
- 合祀前の所在地 ＝ 姶良郡敷根村麓字鞍掛

## その他

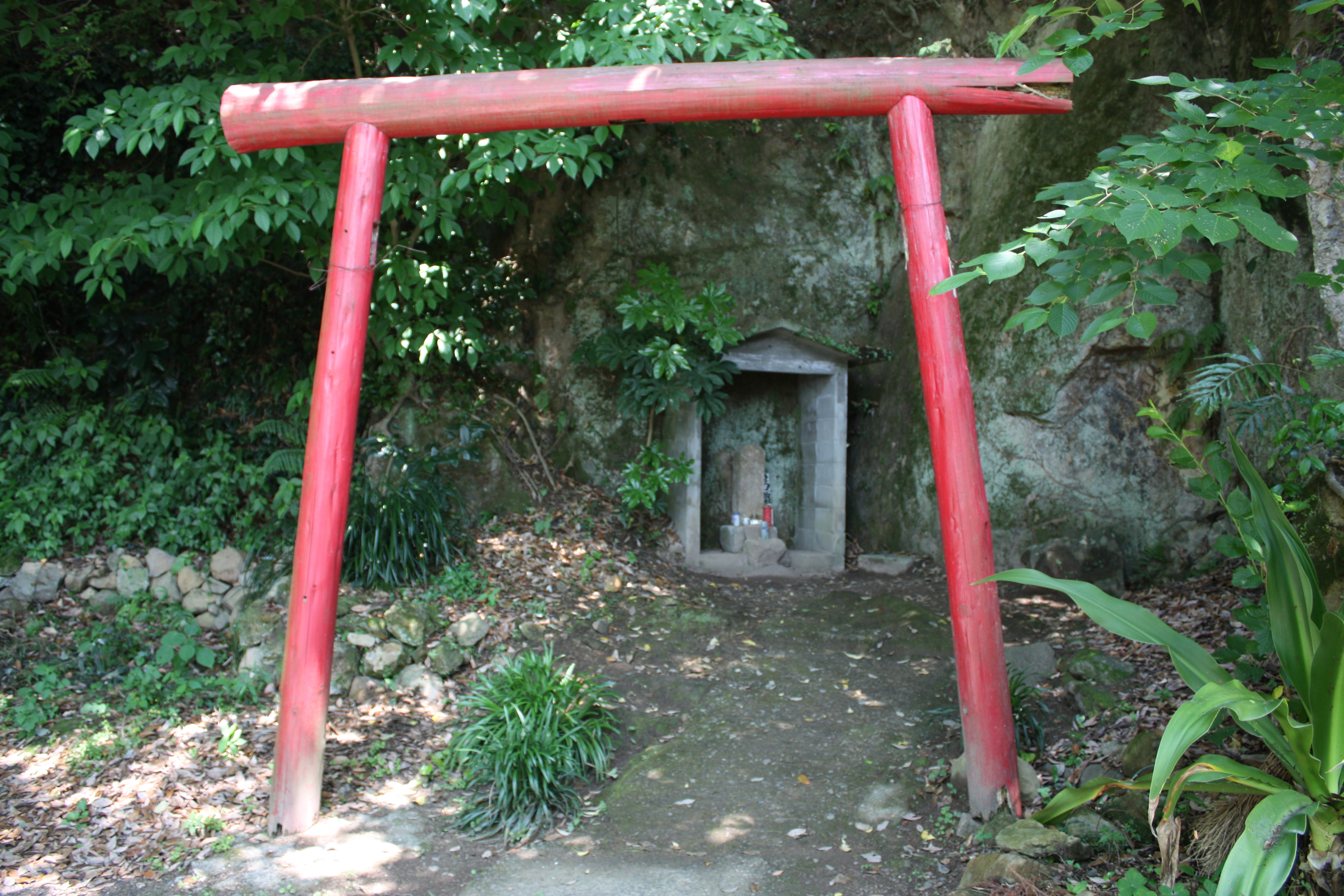
敷根の馬頭観音

- すぐ近くに「馬頭観音」がある。